# Джемиле-султан
Джемиле́-султа́н (тур. Cemile Sultan; август 1843, Стамбул — февраль 1915, там же) — дочь османского султана Абдул-Меджида I и его третьей жены Дюздидиль Кадын-эфенди.
После смерти матери в 1845 году Джемиле-султан воспитывалась одной из жён отца Пиристу Кадын-эфенди, ставшей впоследствии валиде-султан при Абдул-Хамиде II, воспитывавшемся вместе с Джемиле. В 1858 году Джемиле вышла замуж за Махмуда Джелаледдина-пашу, сына Ахмеда Фетхи-паши, по второму браку приходившегося зятем деду Джемиле Махмуду II. В браке родилось пятеро или шестеро детей, из которых родителей пережили только двое.
Джемиле и её супруг принимали непосредственное участие в возведении на престол Абдул-Хамида II. Первые годы правления брата Джемиле с мужем была в большом фаворе у султана, однако затем Махмуд Джелаледдин был обвинён в причастности к убийству бывшего султана Абдул-Азиза, заточён в крепость в Таифе и задушен здесь же в 1884 году. Джемиле не смогла простить брату убийство мужа, из-за чего удалилась от двора и погрузилась в скорбь о муже и троих детях, умерших в последующие годы.
К концу правления Абдул-Хамида II Джемиле-султан пошла на примирение с братом и стала навещать его в султанском дворце. После одного из таких визитов она тяжело заболела и до конца жизни оказалась прикована к постели. До самой своей смерти Джемиле хранила в изголовье кровати сумку с письмами любимого мужа.

## Биография

### Происхождение и ранние годы

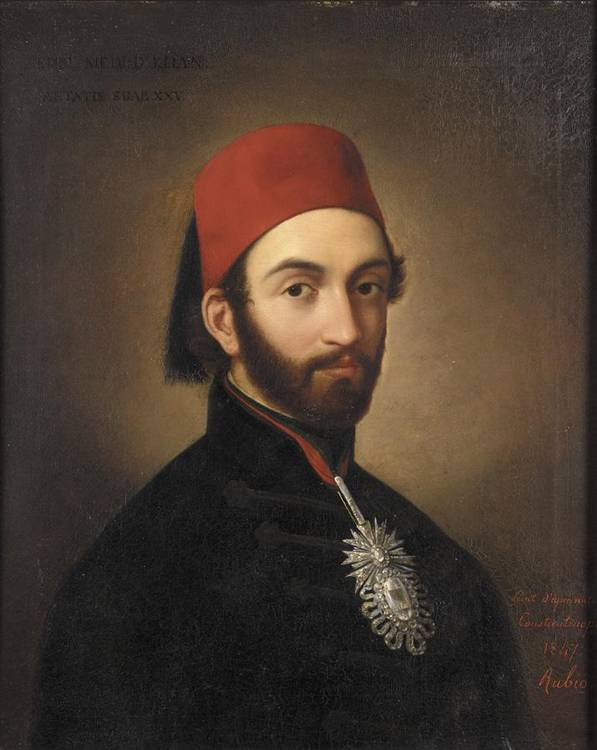
Отец Джемиле Абдул-Меджид I в молодости. Портрет кисти Луиджи Рубио, около 1848

Джемиле-султан родилась 16, 17 или 18 августа 1843 года в летней резиденции отца старом дворце Бейлербейи в Стамбуле и была дочерью османского султана Абдул-Меджида I. Матерью девочки была третья жена султана Дюздидиль Кадын-эфенди, предположительно происходившая из убыхской семьи Дишан. Джемиле была единственным ребёнком Абдул-Меджида, в отношении которого было достоверно установлено материнство Дюздидиль. Кроме того, у Джемиле было около 40 единокровных братьев и сестёр, среди которых четверо братьев последовательно восходили на османский трон.
Джемиле была разлучена с матерью в очень раннем возрасте: Дюздидиль заболела туберкулёзом вскоре после рождения дочери и по приказу султана, в попытке поправить здоровье женщины, была перевезена в одно из поместий султанской семьи, располагавшемся в другом нежели столичные дворцы климате. Когда Джемиле-султан было два года, Дюздидиль умерла 18 августа 1845 года. После смерти Дюздидиль воспитанием девочки занялась бездетная четвёртая жена Абдул-Меджида I Пиристу Кадын-эфенди, которая позднее также взяла на воспитание единокровного брата Джемиле — будущего султана Абдул Хамида II, который был старше Джемиле на год. Внучка Джемиле Мевхибе Джелаледдин-ханым и её племянница Айше Османоглу в своих мемуарах писали, что однажды султан Абдул-Меджид I взял дочь за руку и лично отвёл её к Пиристу, сказав последней «Вот я привёл тебе дочь!» Пиристу была очень рада появлению Джемиле и воспитывала её так, как если бы она была её родным ребёнком.
В 1847 году после церемонии благословения бед-и бесмеле (тур. bed-i besmele) Джемиле с братьями Мехмедом Мурадом и Абдул-Хамидом и сёстрами Фатьмой и Рефиёй приступила к получению образования, начинавшегося с изучения Корана. На занятиях дети султана приходили одетыми в школьную форму и с суммой для Корана, усыпанной бриллиантами.

### Брак
Какое-то время Джемиле-султан, более других детей Абдул-Меджида I походившая на отца, наряду с близкими по возрасту единокровными сёстрами Мюнире и Рефиёй рассматривалась в качестве невесты сына египетского хедива Аббаса I Хильми Ибрагима Ильхами-паши, однако в конечном итоге выбор пал на Мюнире. Турецкий историк Недждет Сакаоглу писал, что в 1854 году, когда состоялись помолвки сестёр одиннадцатилетней Джемиле, сама она была обручена с Махмудом Джелаледдин-беем (1836?—1884), сыном Ахмеда Фетхи-паши, получившим титул намзета (тур. namzet) — кандидата в зятья султана. Однако Сакаоглу в части о сестре Джемиле Мюнире-султан в книге Bu mülkün kadın sultanları, а также турецкий историк Чагатай Улучай в части о Мюнире в книге «Жёны и дочери султанов» указывали, что помолвка была двойной — в тот день Мюнире обручилась с Ибрагимом Ильхами. Сакаоглу указал 17 мая 1858 года датой заключения помолвки; Улучай же указал только год — 1858. Такой выбор жениха был обусловлен тем фактом, что Махмуд Джелаледдин занимал то же положение, что и жених Рефии-султан Махмуд Эдхем-паша, а отец Махмуда Джелаледдина был зятем султана Махмуда II — он был женат на Атие-султан и ради этого брака развёлся с первой женой и матерью Махмуда Джелаледдина Айше Шемсинур-ханым. Сакаоглу отмечал, что выбрав в мужья для дочери сына Ахмеда Фетхи, Абдул-Меджид I таким образом воздал почести зятю своего отца. После помолвки Махмуд Джелаледдин получил титул паши, был назначен визирем в парламенте. Сакаоглу отмечал, что после этих назначений Махмуд Джелаледдин ждал, когда Джемиле исполнится пятнадцать лет, чтобы жениться на ней и стать зятем султана; Улучай же писал, что ожидание это продлилось полтора месяца.
Между тем, в 1856 году на месте старого дворца в Фындыклы было начато строительство нового приморского дворца в европейском стиле, получившего название Чифте. Сюда после свадьбы должна была переехать Джемиле с мужем. Дворец был рассчитан на семьи двух султанш — вместе с Джемиле во дворец после свадьбы должна была переехать Мюнире с мужем.
С 17 мая по 11 июня 1858 года проходили свадебные торжества в честь двойной свадьбы Джемиле и Мюнире; чтобы отпраздновать замужество дочерей Абдул-Меджид I влез в большие долги. Ахмед Джевдет-паша писал, что двухнедельные празднования были более пышными, чем предыдущие: по обеим сторонам дороги от свадебных шатров до Долмабахче были расставлены факелы, плоты были заполнены праздничными палатками, снабжёнными сотнями фонарей и масляных ламп, пушки стреляли пять раз в день, столы были наполнены разнообразными едой и напитками, организованы различные развлечения — давались музыкальные, театральные и акробатические представления. Поскольку Чифте не был завершён до свадьбы, для молодожёнов был арендован особняк Гиритли Мустафы-паши, расположенный в квартале Эмирган. Лейла Саз, османская поэтесса и композитор, жившая при султанском дворе, писала, что приданое Джемиле первоначально собиралось в особняке в Эмиргане: туда по дороге, идущей от поместья Левенд до Маслака в лотках и сундуках на повозках, покрытых сукном, свозились ценности и постельные принадлежности. Религиозная церемония состоялась 3 или 4 июня. До середины зимы 1858 года новобрачные жили в арендованном особняке, а затем — через полгода после свадьбы — перебрались в достроенный дворец Чифте; та половина дворца, где поселилась Джемиле, получила её имя. Улучай писал, что Джемиле очень любила супруга и была счастлива в браке.
После того, как в 1861 году умер отец Джемиле и на троне оказался её дядя Абдул-Азиз, сама она вместе с мужем продолжала вести роскошный образ жизни, проводя время в особняках и дворцах в Фындыклы, Канлыдже, Гёзтепе, Эренкёе и домике с садом напротив текке Озбеклер в Ускюдаре. Махмуд Джелаледдин-паша был членом правительственных советов в период Танзимата и занимал пост министра торговли.

### В правление брата Абдул-Хамида II
В сложный 1876 год Джемиле поддержала брата Абдул-Хамида II, её супруг принимал непосредственное участие в восхождении этого султана на престол, проведя переговоры с некоторыми государственными деятелями. В благодарность за эту поддержку Абдул-Хамид предоставил зятю пост в своём секретариате, а затем и звание маршала Топхане. В первые годы правления Абдул-Хамида II Джемиле-султан и её муж были наиболее влиятельными фигурами при дворе и одними из самых близких людей султана. Именно сестра Абдул-Хамида и его зять были инициаторами снятия с поста великого визиря Мидхата-паши, который был участником свержения Абдул-Азиза и подозревался в его убийстве. Османский историк Ахмед Саиб писал, что кызляр-ага Бехрам был невежественен и делал то, что ему говорили; он находился под влиянием как самой Джемиле, так и её мужа, и, таким образом, Джемиле влияла и на брата-султана.
В первые годы правления брата Джемиле переживала «золотой период» своей жизни. При дворе она занимала одно из самых почётных мест: Айше Османоглу писала, что Джемиле, как старшая из сестёр султана, во время дворцовых церемоний «всегда располагалась справа от Абдул-Хамида II; когда нужно было сесть, она садилась на высокое сиденье, располагавшееся справа от султанского места; на церемониях в гареме, на которых присутствовали женщины, она стояла или шла всегда рядом со своей мачехой Пиристу Кадын-эфенди, занимавшей пост валиде-султан при пасынке. Она всегда носила длиннополые приталенные коричневые наряды в классическом турецком стиле, соответствовавшие дворцовым традициям, а во время этих церемоний надевала кружевной или тюлевой хотоз [головной убор] того же цвета. Она была очень похожа на своего отца, речь её была нежна и совершенна, она была совершенной султаншей…».
В фаворе у брата Джемиле с мужем оставалась недолго. Когда началось расследование смерти Абдул-Азиза, в списке обвиняемых в убийстве бывшего султана оказались помимо Мидхата-паши муж Фатьмы-султан Мехмед Нури-паша и, чего никто не ожидал, супруг Джемиле-султан Махмуд Джелаледдин. Более того, султан однажды заявил сестре, что не может назвать зятем предателя и о его существовании нужно забыть. Абдул-Хамид II угрозами принуждал Джемиле к разводу, а самого Махмуда Джелаледдина снял со всех постов и выслал в Чешме в 1880 году. Однако Джемиле, вопреки давлению со стороны брата, отказалась разводиться с мужем.
Недоверие к зятю со стороны султана не было чем-то новым. Турецкий журналист и писатель Зия Шакир в книге «Личность и особенности султана Хамида» отмечал, что хотя при дворе Джемиле достигла большого влияния, в том числе благодаря лояльности главной жены Абдул-Хамида Назикеды Кадын-эфенди, во дворце и за его пределами ходили слухи, что Махмуд Джелаледдин-паша и Джемиле-султан установили слежку за русским послом Игнатьевым. Кроме того, Абдул-Хамид знал, что его зять был близок со свергнутым султаном Мурадом V и шехзаде Ахмедом Кемаледдином-эфенди; царственный брат Джемиле подозревал, что её муж планирует восстановление Мурада на троне. Филизтен Ханым-эфенди в своих мемуарах 28 лет во дворце Чыраган: Жизнь Мурада V писала, что Махмуд Джелаледдин сам решил вопрос с заговорщиками в надежде, что все подозрения с него будут сняты. В 1881 году по итогу расследования о смерти Абдул-Азиза Махмуд Джелаледдин-паша был осуждён в Йылдызе и приговорён к смертной казни. Сакаоглу писал, что из жалости к сестре Абдул-Хамид II заменил казнь пожизненным заключением, однако Джевдет Кючюк, автор статьи об Абдул-Азизе в «Исламской энциклопедии», отмечал, что смягчение наказания было проведено для всех признанных виновными по результатам суда. Махмуд Джелаледдин был помещён в крепость города Таиф и здесь же был задушен в 1884 году.

### Вдовство, последние годы и смерть
Несмотря на то, что Джемиле горячо любила брата-султана, она не смогла простить ему убийство не менее любимого мужа. Она удалилась от двора, после чего пережила смерти троих своих детей, что ещё больше усугубило её гнев и скорбь. Здоровье султанши стало ухудшаться, в чём сама Джемиле винила дворец Фындыклы. Врачи порекомендовали ей переехать в более солнечный дворец, поэтому она сначала перебралась в особняк в Гёзтепе, а затем — в Эренкёй. Другой причиной переезда был тот факт, что Джемиле не желала больше жить вблизи от султанского дворца Йылдыз. Согласно же другой версии, переезд был связан с болезнью дочери Джемиле Фатьмы. В 1900 году, когда её дочь Айше Сыдыка выходила замуж, Джемиле уже не присутствовала ни на каких церемониях, поскольку не покидала своих покоев, оплакивая потерю мужа и детей. В течение двадцати лет после казни мужа Джемиле в знак траура носила только коричневую и чёрную одежду, а бриллиантовые украшения не надевала совсем. Кроме того, 31 год после казни мужа Джемиле в изголовье своей кровати хранила его письма.
В последние годы правления Абдул-Хамида II Джемиле пошла на примирение с братом и время от времени стала навещать его в Йылдызе. Благодаря этому миру, сын Джемиле Мехмед Джелаледдин получил место в государственном совете. После последнего визита к брату, когда госпожа вернулась в свой дом в Эренкёе, она почувствовала себя плохо и, хотя врачам удалось спасти её, до конца жизни она осталась прикована к постели. 22 ноября 1909 года Джемиле навестил единокровный брат Мехмед V, ставший султаном весной того года; Лютфи Симави-бей в своём труде «Что я видел во дворце султана Мехмеда Решад-хана и его преемника» писал, что Джемиле была крайне удивлена и не готова к визиту брата.
В 1910 году, когда сгорел дворец Чыраган, дворец в Фындыклы, принадлежавший Джемиле, был экспроприирован в пользу правительства для размещения в здании парламента; Джемиле было выплачено 5 тысяч золотых в качестве компенсации, но она была крайне недовольна таким решением: султанша отправила брату-султану гневное письмо, но Мехмед V ответил словами «Мой отец дал, я взял!»
В сравнении с другими членами династии Джемиле прожила довольно долгую жизнь: она умерла 7 (11 раби аль-ахир 1337) или 26 февраля 1915 года в возрасте 72 лет в своём особняке в Эренкёе и, согласно её последней воле, была похоронена в открытом тюрбе близ могилы её отца в саду мечети султана Селима Явуза.

## Потомство
Сакаоглу писал, что в браке с Махмудом Джелаледдином-пашой Джемиле-султан стала матерью шестерых детей — Фетхие Ханым-султан, султанзаде Бесим-бея, близнецов султанзаде Мехмеда Джелаледдин-бея и султанзаде Сакып-бея, Айше Сыдыки Ханым-султан и Фатьмы Ханым-султан. Улучай же указал только пятерых детей: султанзаде Махмуда Джелаледдин-бея, султанзаде Бесим-бея, Фетхие Ханым-султан, Айше Ханым-султан и Фатьму Ханым-султан.
Первым из детей Джемиле скончался двухлетний Бесим; чтобы утешить сестру, Абдул-Хамид купил для неё особняк в Канлыдже. Фетхие Ханым-султан была замужем за полковником Хайри-беем и умерла в возрасте 28 лет в 1887 году, пробыв женой полковника всего два месяца. Затем туберкулёзом заболела младшая дочь Джемиле Фатьма Ханым-султан; чтобы поправить здоровье дочери, Джемиле переехала из прибрежного дворца, однако это не помогло и в 1890 году Фатьма умерла в возрасте 11 лет. Улучай предполагал, что и другие дети Джемиле умерли от туберкулёза. Согласно Сакаоглу, в 1897 году в возрасте 33 лет умер близнец Мехмеда Джелаледдина султанзаде Сакып-бей. Таким образом, из всех детей Джемиле пережили только двое — Мехмед (Махмуд) Джелаледдин, умерший через год после матери, и Айше Сыдыка, которая с 1900 года была замужем за Фуад-беем, сыном Али-паши.

## Личность
Джемиле обладала таким характером, что придворные считали, что если бы она родилась мужчиной, она стала бы отличным султаном Эпохи второй конституции. Во дворце ходила легенда, согласно которой, когда четырёх или пятимесячная Джемиле лежала в колыбели, в комнату вошёл евнух, который встал перед зеркалом и поправил феску — поведение, которое было недопустимо в присутствии султанши, даже если она была ребёнком — и в этот момент служанки увидели, как Джемиле-султан поднялась из колыбели и пригрозила пальцем в сторону евнуха, за что получила во дворце прозвище «Султанша, грозящая пальцем» (тур. Parmak Sallayan Sultan). Мачеха Джемиле Пиристу Кадын-эфенди отмечала, что девочка «имела огромное обаяние. Я не могла не бояться и любить её одновременно. Хотя она была очень маленького возраста и невысокого роста, у неё была огромная сила воли».
Помимо привилегии управлять паромами Золотого Рога, она также владела фермами, дворцами и особняками и была известна как одна из самых заботливых и богатейших женщин династии.

## Награды
Согласно турецкому историку Йылмазу Озтуне, Джемиле-султан имела следующие награды Османской империи:
- — Орден Дома Османов
- — Орден Меджидие 1 степени
- — Орден Милосердия
- Золотая медаль хиджазской железной дороги[тур.]

## В культуре
Джемиле является одним из персонажей турецкого исторического телесериала «Права на престол: Абдулхамид» (2017), роль исполнила Деврим Якут.

## Комментарии
1. ↑  Ахмед Джевдет-паша писал, что Джемиле родилась 21 раджаба 1259 года по хиджре[1].
2. ↑  Турецкий историк Недждет Сакаоглу отмечал, что ряд источников называли матерью Джемиле наложницу Рузидиль[1] и, хотя османист Энтони Олдерсон указывал разные годы жизни для Дюздидиль и Рузидиль[4][3], Сакаоглу считал, что это были лишь созвучные варианты имени одной женщины[1].
3. ↑  Турецкий историк Недждет Сакаоглу полагал, что у Джемиле могло быть две полнородных сестры, Нейире (1841—1843) и Самие (родилась и умерла в 1845)[4]. В то же время турецкий историк Чагатай Улучай писал, что матерью Мевхибе (1840—1841)[6], Нейире (1841—1843)[7], Мюнире (1841—1843) и Самие (1845)[8] была третья жена Абдул-Меджида I[9]. Он не называет эту жену по имени, и неясно, была ли это одна и та же женщина, поскольку в разное время и по сведениям разных авторов титул третьей жены носили несколько женщин. Кроме того, по мнению Сакаоглу и мемуариста Харуна Ачбы, матерью первенца султана Абдул-Меджида I Мевхибе была Хошьяр Кадын-эфенди[4][10], которую в своих записях Улучай не упоминает[8].
4. ↑  Мать Абдул-Хамида II Тиримюжган Кадын-эфенди умерла от туберкулёза 3 ноября 1853 года[16].
5. ↑  Согласно данным Али Акйылдыза, церемония была проведена в понедельник 20 сентября 1847 года в Хайдарпаше[19].

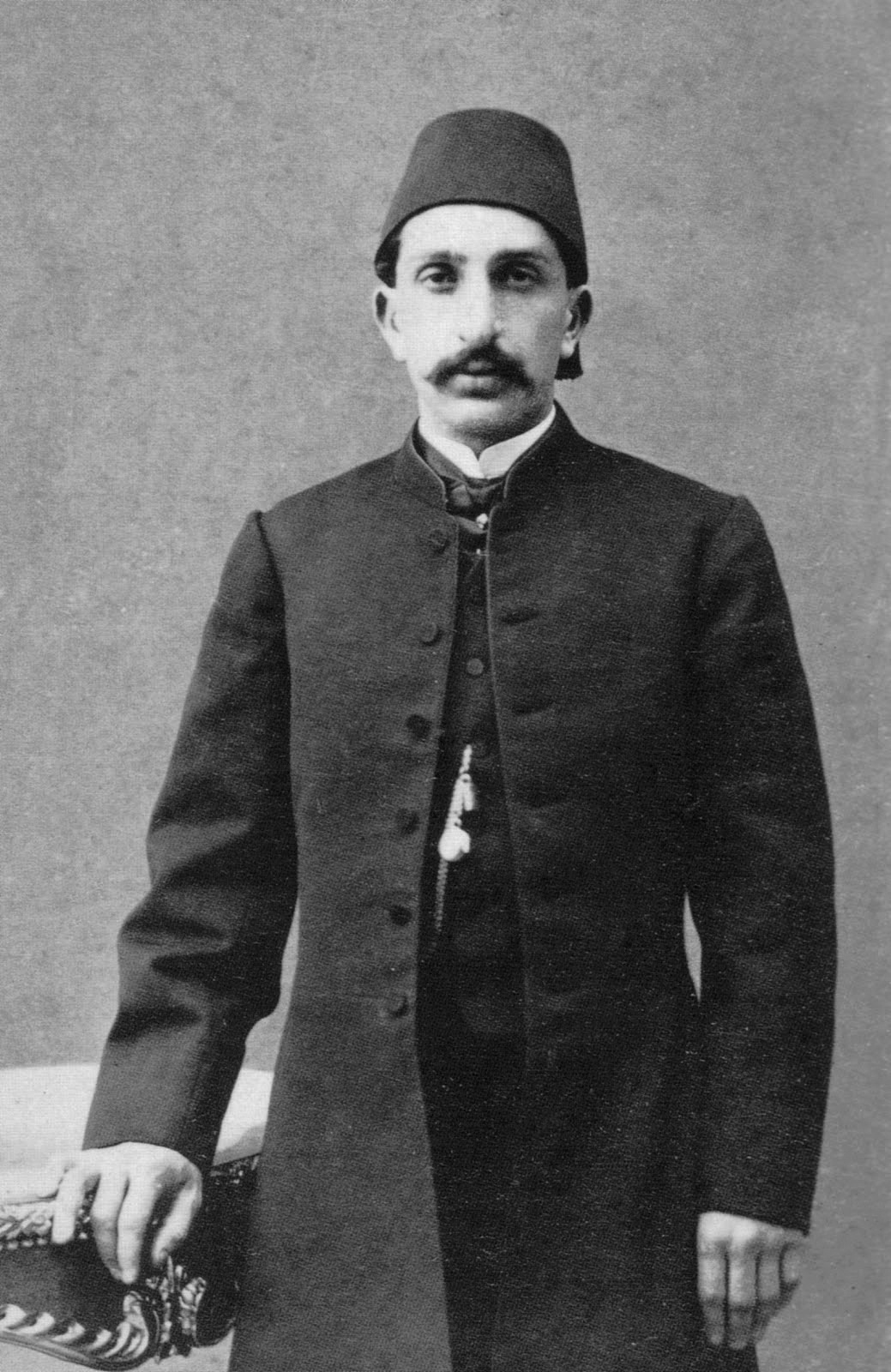
Любимый брат Джемиле Абдул-Хамид II, с которым она вместе воспитывалась

6. ↑  30 мая 1876 года был свергнут и вскоре убит Абдул-Азиз, а на смену ему пришёл единокровный брат Джемиле Мурад V[25], который к моменту восшествия на престол уже был психически болен[26]. Мурад V правил всего 93 дня (из них в здравом уме он пробыл только 7[27])[28], и на смену ему 31 августа 1876 года пришёл Абдул-Хамид II[27].
7. ↑  Лейла Саз писала, что в 1858 году, когда Джемиле-султан выходила замуж, мать жениха Шемсинур-хатун подарила Назикеду Джемиле[34][35]. Благодаря Джемиле Назикеда стала сначала придворной дамой, а затем и первой женой Абдул-Хамида II[36][37][38].
8. ↑  Ахмед Кемаледдин участвовал в заговоре Али Суави, целью которого была организация 20 мая 1878 года нападения на дворец Чыраган[тур.], где был заточён Мурад V с семьёй, и освобождение бывшего султана[39].